# Saab 93
Saab 93 — модель легкового автомобіля від шведського виробника Saab.

## Опис

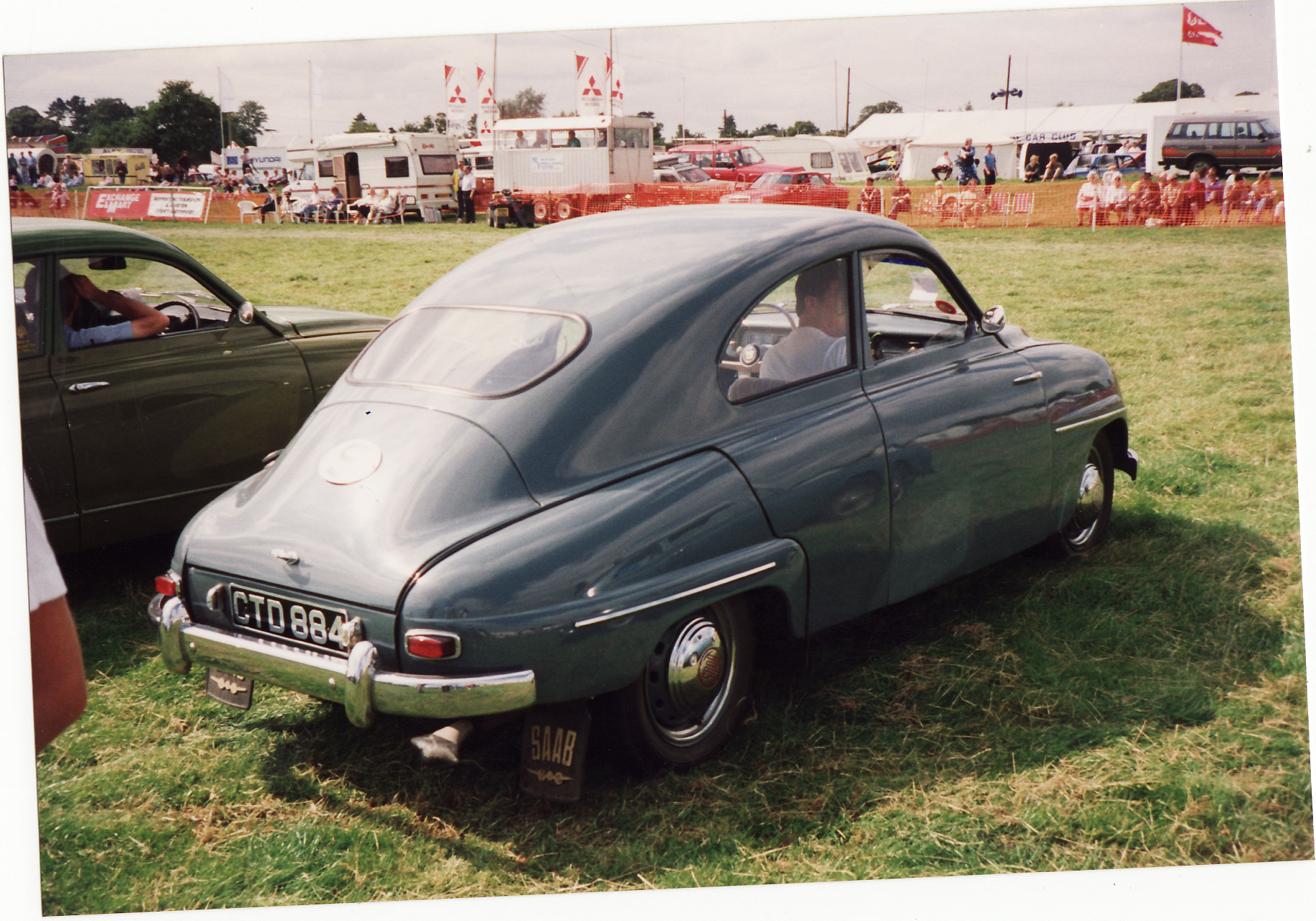
Saab 93B

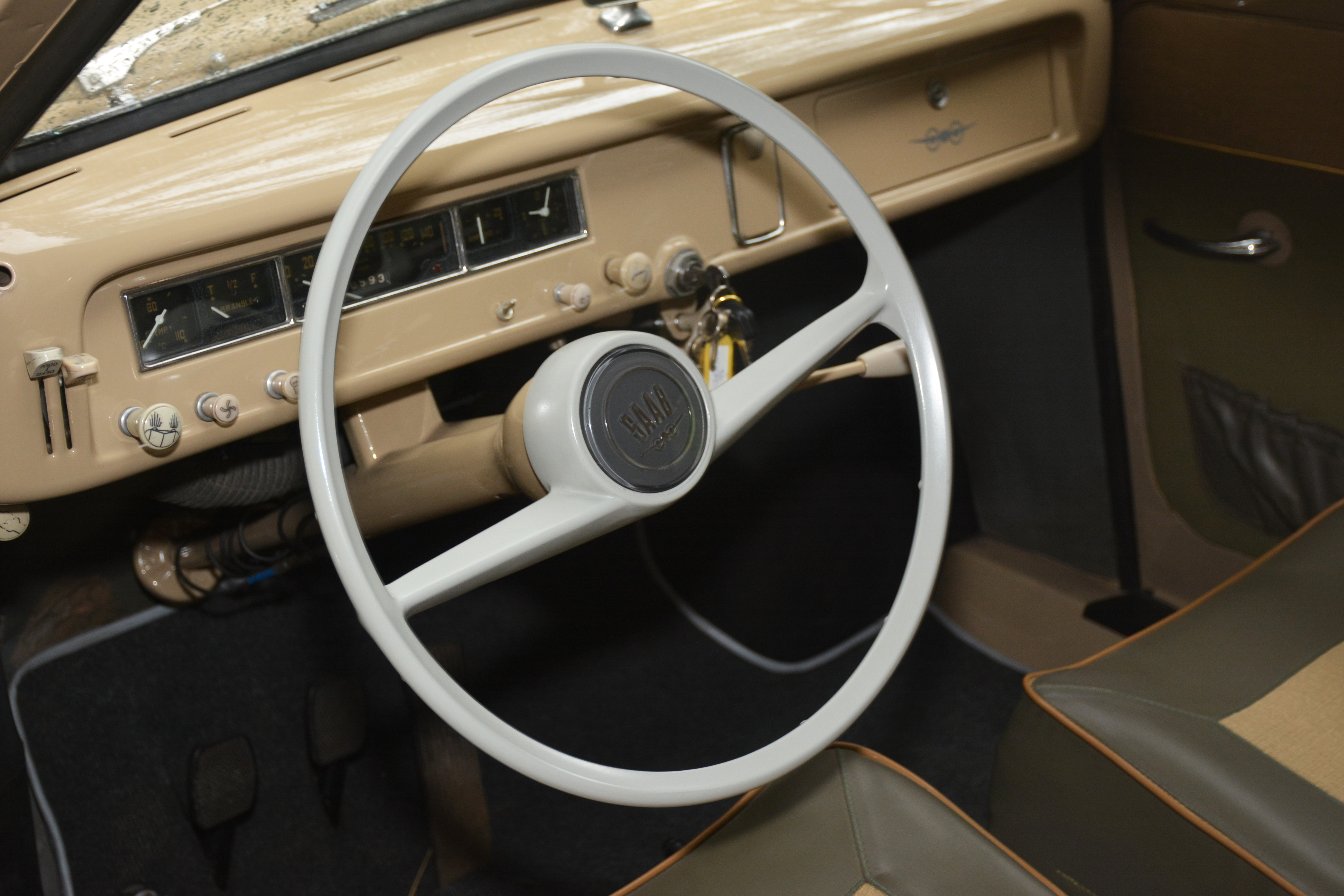

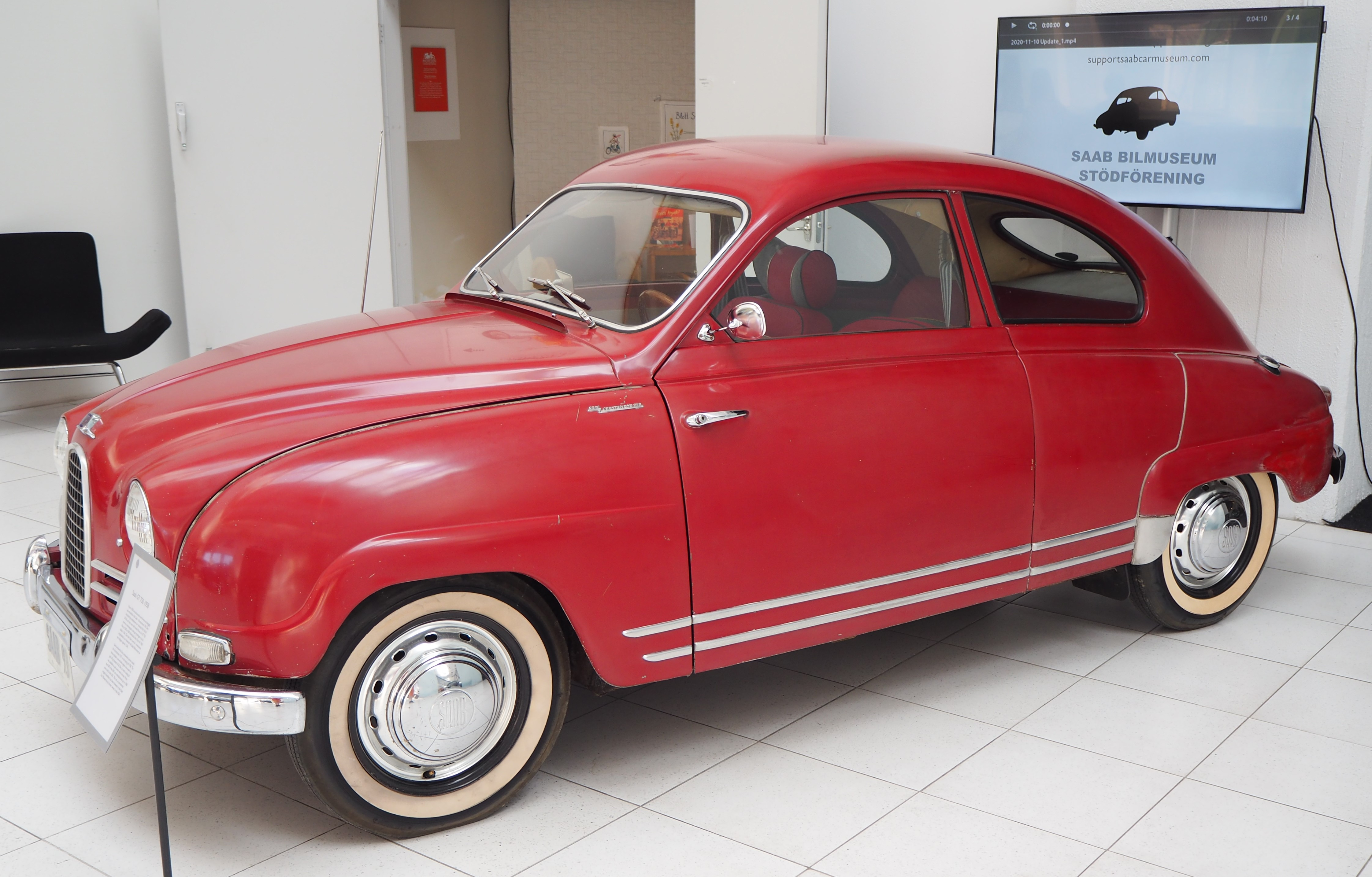
Saab 750 GT

Він був представлений в серпні 1955 року, оснащений трициліндровим двотактним двигуном з робочим об'ємом 748 см3. Двигун потужністю 33 к.с. (24 кВт) при 4200 об/хв був розроблений колишнім керівником відділу розробки та випробувань DKW (Auto Union) Гансом Мюллером та Ернстом Хейнкелем Флюгцойгверке, який також спочатку його виготовляв. Кузов Saab 92 був збережений, наскільки це було можливо, але вісь кривошипа спереду та паралельний поворотний важіль (вісь продольного важеля) ззаду були відмовлені разом із торсіонами та алюмінієвим підрамником оригінальної моделі. Натомість спереду були подвійні поперечні важелі та жорстка вісь дишла з двома продольними важелями ззаду, обидва з гвинтовими пружинами та телескопічними амортизаторами. Двигун розташовувався вздовж перед передньою віссю, трансмісія — за нею. Двоциліндровий двигун, який використовувався в 92, був встановлений поперечно поруч з коробкою передач.
Це був перший автомобіль Saab, який експортувався, причому більша частина йшла до Сполучених Штатів. З грудня 1955 року по лютий 1960 року було виготовлено 52 731 одиницю Saab 93. Згідно з іншим джерелом, було виготовлено 92 731 машину 93, 93 B і 93 F. Перші 3000 двигунів були поставлені Heinkel з міркувань потужності.
Найважливіші етапи розробки моделі:
3 вересня 1957 року був представлений Saab 93B. У нього було нероздільне лобове скло, точки кріплення передніх ременів безпеки, покажчики повороту замість покажчиків і сидіння, встановлені вище. З 1958 року випускалася модель Saab 750 GT, яка мала двигун зі збільшеною потужністю 45 к.с. (33 кВт). Saab 93F з'явився восени 1959 року. Літера F у позначенні моделі означала двері, які тепер були на петлях спереду (швед. fram). 93F випускався півроку і лише тому, що ще не було інструментів для нової задньої частини.
У березні 1960 року був представлений наступник Saab 96 зі збільшеною задньою частиною.